# Bruno Hardt-Warden
Bruno Hardt-Warden, de son vrai nom Bruno Wradatsch (né le 31 août 1883 à Drachenburg, mort le 21 juillet 1954 à Vienne) est un librettiste autrichien.

## Biographie
Bruno Hardt-Warden est l'auteur de livrets d'opérette essentiellement, il écrit aussi des paroles de chansons, de revues et des scénarios. Il travaille notamment avec les compositeurs Robert Stolz, Rudolf Kattnigg, Heinrich Strecker, Walter Kollo et August Pepöck.

## Œuvres
Livrets
- 1921 : Die schöne Mama (musique : Edmund Eysler)
- 1925 : Marietta (musique : Walter Kollo)
- 1926 : Das Amorettenhaus (musique : Leo Ascher)
- 1927 : Ich hab mein Herz in Heidelberg verloren (avec Fritz Löhner-Beda, musique : Fred Raymond)
- 1928 : Der Tanz ins Glück (avec Robert Bodanzky, musique : Robert Stolz)
- 1929 : Eine Nacht in Kairo (musique : Jean Gilbert)
- 1930 : Hochzeit in Hollywood (musique : Oscar Straus)
- 1932 : Wenn die kleinen Veilchen blühen (musique : Robert Stolz)
- 1933 : Ännchen von Tharau (avec Hans Spirk, musique : Heinrich Strecker)
- 1937 : Balkanliebe (avec Erich Kahr, musique : Rudolf Kattnigg)
- 1937 : Hofball in Schönbrunn (avec Josef Wenter, musique : August Pepöck)
- 1938 : Drei Wochen Sonne (musique : August Pepöck)
- 1938 : Küsse im Mai (musique : Heinrich Strecker)
- 1938 : Sylvia (musique : Will Meisel)
- 1939 : Das Schiff der schönen Frauen (musique : Walter Kollo)
- 1941 : Aladin, avec Ignaz Michael Welleminsky (musique : Kurt Atterberg)
- 1942 : Der liebe Augustin (avec Rudolf Köller, musique : Josef Rixner)
- 1947 : Glück in Monte Carlo (avec Hubert Marischka, musique : Ludwig Schmidseder)

## Source de la traduction
- (de) Cet article est partiellement ou en totalité issu de l’article de Wikipédia en allemand intitulé « Bruno Hardt-Warden » (voir la liste des auteurs).